# Nomadélfia
Nomadélfia é para a República Italiana uma associação privada de cidadãos. Do ponto de vista do direito canônico da Igreja Católica é uma freguesia formada por famílias e pessoas solteiras leigas, fundada por Dom Zeno Saltini (1900-1981). Hoje, a comunidade (4 Km²) é vizinha à cidade de Grosseto.
Nomadelfos não são todos os membros da comunidade, mas apenas aqueles que atingiram 21 anos e livremente decidiram aderir ao modo de vida, chamado de "proposta", que aponta para um retorno à "igreja primitiva". Em Nomadélfia não se usa dinheiro e os os nomadelfos que obtém lucros fora da comunidade os depositam nesta que vem depois a distribuir para cada um os bens de que necessita. As pessoas com deficiência e os idosos não são apenas assistidos pela família, mas pela própria comunidade. A educação obrigatória para as crianças é dada por membros da comunidade durante o ano, enquanto os exames anuais são mantidos por estes como 'estudantes privados'.

## Filmografia
- Don Zeno: O fundador de Nomadelphia. Produção: Rai Fiction. Co-produção: Red film. Diretor: Gioanluigi Calderone. Música: Paolo Vivaldi. Ano de produção: 2008. Ano de lançamento: 2010. Duração: 105 min. [ligação inativa]